# Le Milan, le Roi et le Chasseur
Le Milan, le Roi et le Chasseur est la douzième fable du livre XII de Jean de La Fontaine situé dans le troisième et dernier recueil des Fables de La Fontaine, édité pour la première fois en 1693 mais daté de 1694.

## Texte de la fable
Comme les Dieux sont bons, ils veulent que les Rois

Le soient aussi : c’est l’indulgence

Qui fait le plus beau de leurs droits,

Non les douceurs de la vengeance.

Prince c’est vôtre avis. On sait que le courroux

S’éteint en vôtre cœur sitôt qu’on l’y voit naître.

Achille qui du sien ne put se rendre maître

Fut par là moins Héros que vous.

Ce titre n’appartient qu’à ceux d’entre les hommes

Qui comme en l’âge d’or font cent biens ici bas.

Peu de Grands sont nés tels en cet âge où nous sommes.

L’Univers leur sait gré du mal qu’ils ne font pas.

Loin que vous suiviez ces exemples,

Mille actes généreux vous promettent des Temples.

Apollon citoyen de ces augustes lieux

Prétend y célébrer vôtre nom sur sa lyre.

Je sais qu’on vous attend dans le Palais des Dieux :

Un siècle de séjour doit ici vous suffire.

Hymen veut séjourner tout un siècle chez vous.

Puissent ses plaisirs les plus doux

Vous composer des destinées

Par ce temps à peine bornées !

Et la Princesse et vous n’en méritez pas moins ;

J’en prends ses charmes pour témoins :

Pour témoins j’en prends les merveilles

Par qui le Ciel pour vous prodigue en ses présents,

De qualités qui n’ont qu’en vous seuls leurs pareilles,

Voulut orner vos jeunes ans.

Bourbon de son esprit ces grâces assaisonne.

Le Ciel joignit en sa personne

Ce qui sait se faire estimer

À ce qui sait se faire aimer.

Il ne m’appartient pas d’étaler vôtre joie.

Je me tais donc, et vais rimer

Ce que fit un Oiseau de proie.

Un Milan de son nid antique possesseur,

Étant pris vif par un Chasseur ;

D’en faire au Prince un don cet homme se propose.

La rareté du fait donnait prix à la chose.

L’Oiseau par le Chasseur humblement présenté,

Si ce conte n’est apocryphe,

Va tout droit imprimer sa griffe

Sur le nez de sa Majesté.

Quoi ! sur le nez du Roi ? Du Roi même en perſonne.

Il n’avait donc alors ni Sceptre ni Couronne ?

Quand il en aurait eu, ç’aurait été tout un.

Le nez Royal fut pris comme un nez du commun.

Dire des Courtisans les clameurs et la peine,

Serait se consumer en efforts impuissants.

Le Roi n’éclata point ; les cris sont indécents

À la Majesté souveraine.

L’Oiseau garda son poste. On ne put seulement

Hâter son départ d’un moment.

Son Maître le rappelle, et crie, et se tourmente,

Lui présente le leurre, et le poing ; mais en vain.

On crut que jusqu’au lendemain

Le maudit animal à la serre insolente

Nicherait là malgré le bruit,

Et sur le nez sacré voudrait passer la nuit.

Tâcher de l’en tirer irritait son caprice.

Il quitte enfin le Roi, qui dit : Laissez aller

Ce Milan, et celui qui m’a crû régaler.

Ils se sont acquittés tous deux de leur office,

L’un en Milan, et l’autre en Citoyen des bois.

Pour moi qui sais comment doivent agir les Rois,

Je les affranchis du supplice.

Et la Cour d’admirer. Les Courtisans ravis

Élèvent de tels faits par eux si mal suivis.

Bien peu, même des Rois, prendraient un tel modèle ;

Et le Veneur l’échappa belle,

Coupable seulement, tant lui que l’animal,

D’ignorer le danger d’approcher trop du Maître.

Ils n’avaient appris à connaître

Que les hôtes des bois : était-ce un si grand mal ?

Pilpay fait près du Gange arriver l’aventure.

Là nulle humaine créature

Ne touche aux animaux pour leur sang épancher.

Le Roi même ferait scrupule d’y toucher.

Savons-nous, disent-ils, si cet oiseau de proie

N’était point au siège de Troie ?

Peut-être y tint-il lieu d’un Prince ou d’un héros

Des plus huppés et des plus hauts.

Ce qu’il fut autrefois il pourra l’être encore.

Nous croyons après Pythagore,

Qu’avec les animaux de forme nous changeons,

Tantôt milans, tantôt pigeons,

Tantôt humains, puis volatilles 

Ayant dans les airs leurs familles.

Comme l’on conte en deux façons

L’accident du Chasseur, voici l’autre manière.

Un certain Fauconnier ayant pris, ce dit-on,

À la Chasse un Milan (ce qui n’arrive guère)

En voulut au Roi faire un don,

Comme de chose singulière.

Ce cas n’arrive pas quelquefois en cent ans.

C’est le non plus ultra de la Fauconnerie.

Ce Chasseur perce donc un gros de Courtisans,

Plein de zèle, échauffé, s’il le fut de sa vie.

Par ce parangon des présents

Il croyait sa fortune faite,

Quand l’Animal porte-sonnette,

Sauvage encore et tout grossier,

Avec ses ongles tout d’acier

Prend le nez du Chasseur, happe le pauvre sire :

Lui de crier, chacun de rire,

Monarque et Courtisans. Qui n’eût ri ? Quant à moi

Je n’en eusse quitté ma part pour un Empire.

Qu’un Pape rie, en bonne foi

Je ne l’ose assurer ; mais je tiendrais un Roi

Bien malheureux s’il n’osait rire.

C’est le plaisir des Dieux. Malgré son noir sourci

Jupiter, et le Peuple Immortel rit aussi.

Il en fit des éclats, à ce que dit l’Histoire,

Quand Vulcain clopinant lui vint donner à boire.

Que le Peuple Immortel se montrât sage ou non,

J’ai changé mon sujet avec juste raison ;

Car puisqu’il s’agit de morale,

Que nous eût du Chasseur l’aventure fatale

Enseigné de nouveau ? L’on a vu de tout tems

Plus de sots fauconniers, que de Rois indulgents.
— Jean de La Fontaine, Fables de La Fontaine, Le Milan, le Roi et le Chasseur, texte établi par Jean-Pierre Collinet, Fables, contes et nouvelles, Gallimard, « Bibliothèque de la Pléiade », 1991, p. 475